# Spartacus (serial)
Spartacus este un serial de televiziune american care a avut premiera pe canalul Starz la 22 ianuarie 2010. Scenariul se concentrează pe figura istorică a lui Spartacus (interpretat de Andy Whitfield), un gladiator trac care în perioada 73 - 71 î.Hr. a condus o răscoală majoră a sclavilor împotriva Republicii romane. Producătorii executivi Steven S. DeKnight și Robert Tapert s-au axat pe structurarea evenimentelor din tinerețea obscură a lui Spartacus despre care n-a rămas nimic în istorie.  Serialul a fost evaluat 17+ pentru violență grafică, conținut sexual și limbaj trivial.

## Sezoane
- Spartacus: Nisip însângerat (Spartacus: Blood and Sand) (2010), sezonul I
- Spartacus: Zeii Arenei (Spartacus: Gods of the Arena) (2011), prequel
- Spartacus: Răzbunarea[3] (Spartacus: Vengeance)  (2012), sezonul al II-lea
- Spartacus: Războiul Blestemaților[4]  (2013) (Spartacus: War of the Damned), sezonul al III-lea